# Pseudorhyssa
Pseudorhyssa är ett släkte av steklar som beskrevs av Merril 1915. Pseudorhyssa ingår i familjen brokparasitsteklar.
Kladogram enligt Catalogue of Life och Dyntaxa:
| Pseudorhyssa | \| \| Pseudorhyssa acutidentata \| \| \| \| \| \| Pseudorhyssa alpestris \| \| \| \| \| \| Pseudorhyssa nigricornis \| \| \| \| |
|              | \| \| Pseudorhyssa acutidentata \| \| \| \| \| \| Pseudorhyssa alpestris \| \| \| \| \| \| Pseudorhyssa nigricornis \| \| \| \| |
|              | Pseudorhyssa acutidentata |
|              | |
|              | Pseudorhyssa alpestris |
|              | |
|              | Pseudorhyssa nigricornis |
|              | |